# Nguyễn Úy (xã)
Nguyễn Úy là một xã thuộc thị xã Kim Bảng, tỉnh Hà Nam, Việt Nam.

## Địa lý
Xã Nguyễn Úy có diện tích 5,87 km², dân số năm 2023 là 8.192 người, mật độ dân số đạt 1.395 người/km².

## Hành chính
Xã Nguyễn Uý được chia thành 5 thôn: Cát Thường, Mộ Đức, Phù Lưu 1, Phù Lưu 2, Thuận Đức.

## Lịch sử
Xã được đặt theo tên nhà cách mạng Nguyễn Úy.
Ngày 17 tháng 3 năm 2018, HĐND tỉnh Hà Nam ban hành Nghị quyết số 15/NQ-HĐND về việc:
- Thành lập thôn Cát Thường trên cơ sở Xóm 1 và Xóm 2.
- Thành lập thôn Phù Lưu 1 trên cơ sở Xóm 3 và một phần của Xóm 4.
- Thành lập thôn Phù Lưu 2 trên cơ sở một phần của Xóm 4 và Xóm 5.
- Đổi tên Xóm 6 thành thôn Mộ Đức.
- Đổi tên Xóm 7 thành thôn Thuận Đức.

Ngày 14 tháng 11 năm 2024, Ủy ban Thường vụ Quốc hội ban hành Nghị quyết số 1288/NQ-UBTVQH15 về việc sắp xếp đơn vị hành chính cấp huyện, cấp xã của tỉnh Hà Nam giai đoạn 2023 – 2025 (nghị quyết có hiệu lực từ ngày 1 tháng 1 năm 2025). Theo đó, thành lập thị xã Kim Bảng thuộc tỉnh Hà Nam. Xã Nguyễn Úy trực thuộc thị xã Kim Bảng.